# Baltasamanės pelkė
Baltasamanės pelkė este o arie protejată (arie specială de conservare — SAC, sit de importanță comunitară — SCI) din Lituania întinsă pe o suprafață de 606 ha, integral pe uscat.

## Localizare
Centrul sitului Baltasamanės pelkė este situat la coordonatele 54°56′41″N 25°55′03″E / 54.9447°N 25.9175°E.

## Înființare
Situl Baltasamanės pelkė a fost declarat sit de importanță comunitară în ianuarie 2004 pentru a proteja un număr necunoscut de specii din flora spontană și fauna sălbatică aflate în arealul zonei. Situl a fost protejat și ca arie specială de conservare în aprilie 2022.

## Biodiversitate
Situată în ecoregiunea boreală, aria protejată conține 3 habitate naturale: Turbării active, Mlaștini turboase de tranziție și turbării mișcătoare, Mlaștini împădurite.
La baza desemnării sitului se află un număr nedeclarat de specii protejate.
Pe lângă speciile protejate, pe teritoriul sitului au mai fost identificate 2 specii de păsări, 1 specie de nevertebrate.